# Joaquín de la Pezuela
Joaquín de La Pezuela Griñán y Sánchez Muñoz de Velasco (Naval, 1761 — Madrid, 1830) foi um nobre, militar e político espanhol. Marquês de Viluma e 36º Vice-rei do Peru (7 de julho de 1816 a 29 de janeiro de 1821).

## Biografia
De família nobre oriunda de Cantábria, combateu em Gibraltar e, anos mais tarde, contra a França em Guipúzcoa e Navarra (1793-1794), transferindo-se, em 1805, para a América como chefe do Exército do Alto Peru. Combateu os independentistas e patriotas da América do Sul. Em 1814, tenta tomar, sem êxito, o norte da atual Argentina, ocupada por Güemes. Em 1815, vence a Batalha de Sipe-Sipe, por isso recebe o título de Marquês de Viluma, em 1816. Neste mesmo ano é nomeado Vice-rei do Peru, ocupando o cargo até que é derrubado pelo pronunciamento dos chefes reais de Aznapuquio. O cargo é substituído pelo Marechal José de La Serna e Hinojosa, em 1821.
Volta à Espanha em 1825, onde é nomeado capitão-general de Castilla La Nueva. Falece em Madrid, em 1830.